# 十輪寺 (京都市)
十輪寺（じゅうりんじ）は、京都市西京区大原野小塩町にある天台宗の寺院。山号は小塩山（おしおざん）。本尊は延命地蔵菩薩。
平安時代初期の歌人で六歌仙のひとり在原業平が、晩年この寺に隠棲したとされることから「なりひら寺」とも称され、中庭に植えられている樹齢約200年の、なりひら桜（枝垂れ桜）でも知られる。

## 歴史

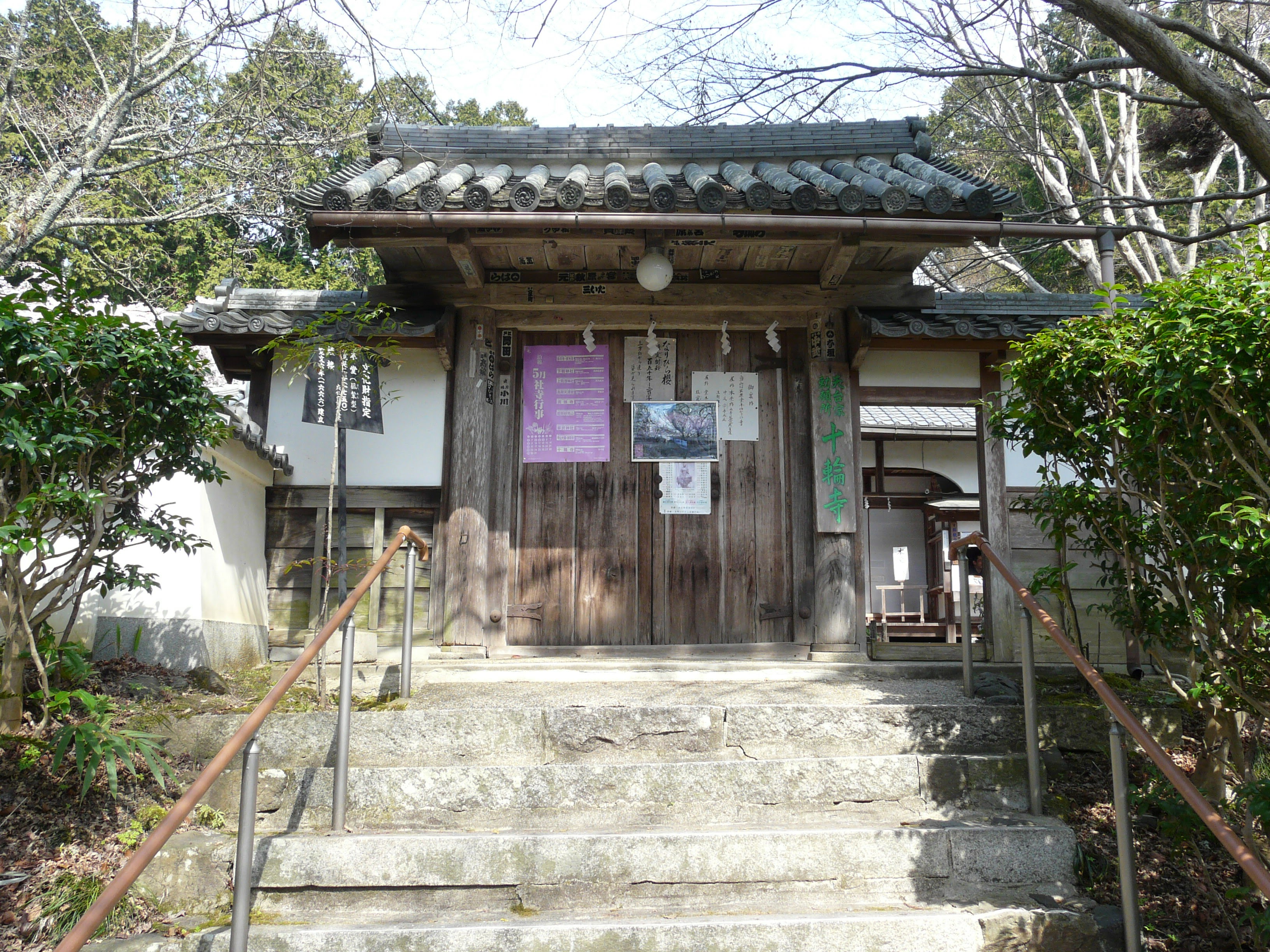
十輪寺山門

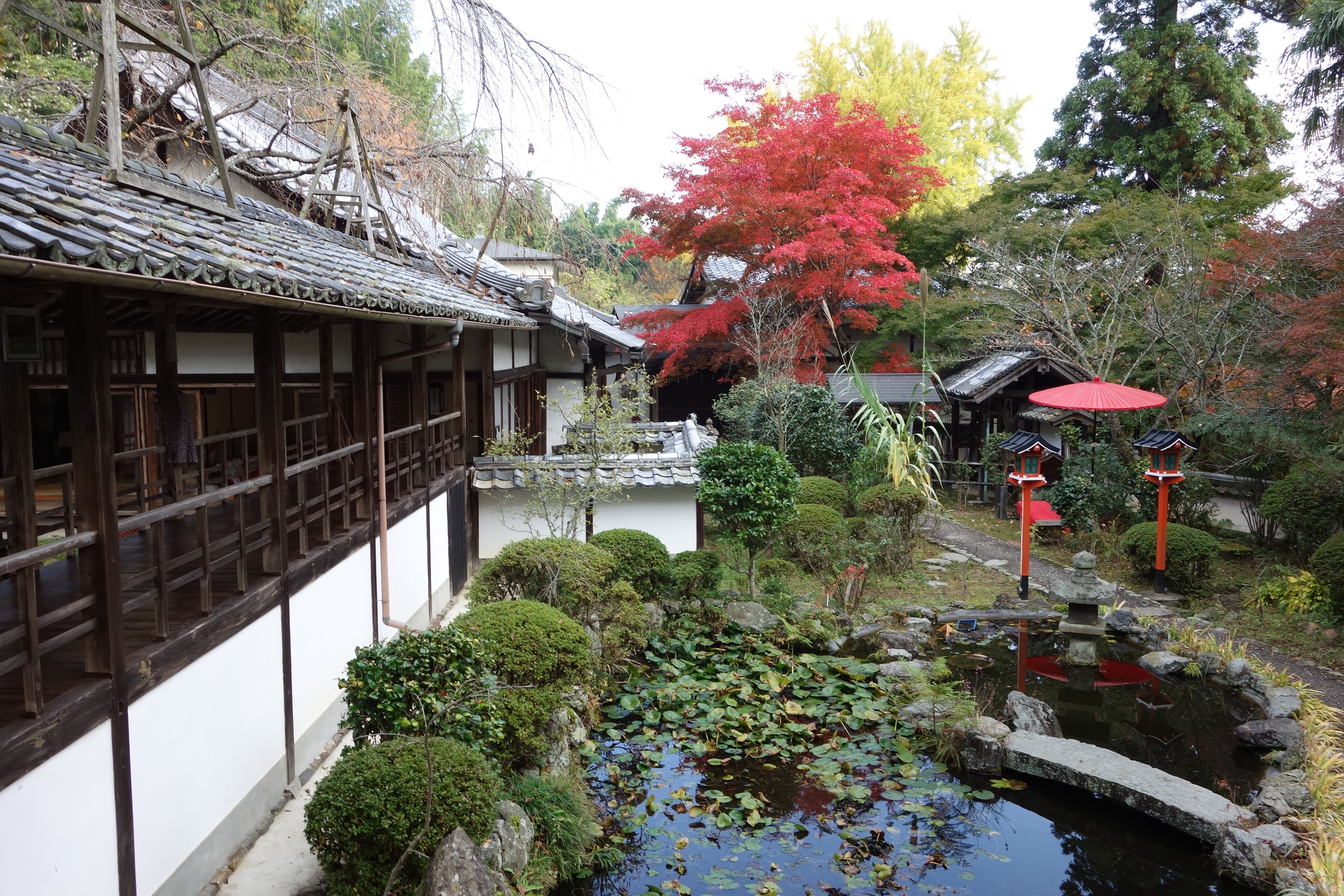
秋の十輪寺

現在の京都市西京区の西部、洛西と呼ばれる地域にある大原野は、長岡京遷都の頃から皇族や貴族が鷹狩をし、優雅に楽しんできたといわれる場所である。
十輪寺は、その大原野の一角に文徳天皇が女御である染殿皇后（藤原明子）に世継が誕生するよう祈願して、嘉祥3年（850年）に伝教大師作の延命地蔵を安置して祀ったのが始まりだとされる。祈願後、無事に惟仁親王（清和天皇）が誕生したことから勅願所とされた。
その後、寺伝では平安時代初期の歌人で六歌仙のひとりである在原業平が、晩年この寺に隠棲したとされ、境内の裏山には業平が塩焼きの風情を楽しんだとされる塩竈（しおがま）の旧跡がある。また、それが十輪寺周辺の地名が「小塩(おしお)」となった由来であるともいう。
平安時代中期には、花山法皇が西国三十三所を再興した時に背に負っていた草分観世音を当寺に納めたと伝わる。
室町時代になると、応仁の乱の兵火で創建当時の伽藍は焼失し、荒廃したが、藤原氏の公家・花山院家の菩提寺となり、寛文年間（1661年 - 1673年）に、花山院定好により再興され、花山院常雅により堂宇が整備され現在に至っている。

## 本尊
伝教大師作の延命地蔵菩薩。等身大木造の坐像で、延命地蔵菩薩の腹部に巻かれた腹帯で、染殿皇后が安産されたことにより、腹帯地蔵尊と称し、今も子授けや安産の崇敬があるとされる。秘仏で毎年8月23日に御開帳される。

## 境内
- 本堂（京都府指定有形文化財） - 寛延2年（1750年）再建。屋根が鳳輦形（ほうれんがた）という御輿を型どった非常に珍しいもので、内部天井の彫刻も独特の意匠が施されている[4][注 1]。また、狛犬のような彫刻もあり、お寺と神社が融合した珍しい作りで神仏習合の名残が残っている[2]。
- 高廊下
- 茶室
- 業平御殿
- 庭園「三方普感の庭（さんぽうふかんのにわ）」 - 寛永3年（1750年）に、右大臣花山院常雅が本堂再建時に作庭したもの。作庭時期は江戸時代であり、当時は武士が権力を持ち公家は財力に乏しかったことから豪華な庭園を造ることは叶わなかった。しかし花山院家の公家たちは、小さな空間でも見方を変えることで様々に楽しもうとこの庭を考案したといわれる[2]。高廊下、茶室、業平御殿の三か所で場所を変えて見ると、見る人に様々な思いを感じさせる癒しの庭である[4]。それぞれの場所から「立って見る」「座って見る」「寝て見る」と3通りの見方で趣の違いを楽しめることから、その名も三方普感の庭（さんぽうふかんのにわ）と呼ばれる。｢普感｣とは仏の遍万している大宇宙を感じることを意味する[2]。また、春には庭に咲く、「なりひら桜」を見ることができ、裏山からは「なりひら桜」が中庭を覆うように咲く様を見ることができる[注 2]。
- 庫裏
- 池
- 鐘楼（京都府指定有形文化財） - 寛文6年（1666年）再建。不迷梵鐘（まよわずのかね）と呼ばれ[4]、自分で決心がつかず迷っている時にこの鐘を撞くと、決心がつく不思議な鐘とされている[注 1]。
- 大樟樹 - 樹齢800年と伝わり、本尊が樟で作られているのでその分身とされる。寺伝によると、地蔵菩薩の神力で一夜にして大樟樹になったと伝わり、願掛け樟とも呼ばれている神木とされている[注 1]。
- 在原業平供養塔 - 宝篋印塔が境内裏山にあり、「在原業平卿の墓」の石碑が建つ[注 2]。
- 塩竃 - 在原業平が、難波（現・大阪湾）の海水を運んで[注 3]塩焼きの風情を楽しんでいたという旧跡である。在原業平の思い人である二条后（藤原高子）が大原野神社に参詣した折に、塩竃で紫の煙を立ち上げ思いを託したと伝わる。謡曲「かきつばた」には業平が歌舞の神とされていることから、中世以降に業平信仰が生じ、塩竃を清めて煙を上げ、その煙に当たり良縁成就、芸事上達、ぼけ封じ、中風除け等々を願うようになったという。毎年11月23日に、「塩竃清めの祭」が行われている[注 1]。当寺の住所地、「小塩」は、塩焼きの故事に由来する[4]。現在あるのは近年再現された塩竃である。
- 花山稲荷大明神
- 山門

## 文化財

### 京都府指定有形文化財
- 本堂 - 1989年（平成元年）4月14日指定[6]
- 鐘楼 - 1989年（平成元年）4月14日指定[6]

## 寺宝
- 草分観世音 - 花山法皇が西国33番札所を再興された時に、背に負われた観世音を当寺に納めたと伝わる。「おいづる観音」とも呼ばれ、西国三十三所観音霊場詣りをする者は、最初にお参りをしなければならない観世音とされる[4]。
- 花山法皇御手判 - 花山法皇の手形が浮き彫りにされている木片[4]。
- 菩薩面 - 作者は不詳。髪がにぎやかな表現で鎌倉時代の特色が現れ、眉をえぐり抜かれ、口がかすかに開いてる、菩薩の顔をした行道面[7]。
- 襖絵 - 廃仏毀釈で失われたが、極彩色の王朝絵巻が描かれた32面の襖絵が復元されている[4]。

## 主な行事
- 2月3日 - 節分・竹願千巻心経[4]
- 5月28日 - 業平忌三弦法要[4]
- 6月第3日曜日 - 声明と三弦を聞く会[8]
- 8月23日 - 本尊、延命地蔵菩薩の御開帳[4]
- 11月23日 - 塩竈（しおがま）清祭[4]

## 前後の札所
京都洛西観音霊場
2 金蔵寺　-　3 十輪寺　-　4 西迎寺

## アクセス
JR東海道本線で、京都駅より約7分、｢向日町駅｣で降り、阪急バス66系統で約30分、｢小塩｣バス停下車すぐ。バスの本数が少なく注意が必要。